# آدامکی، استان کویافسکو-پومورسکی
آدامکی (به لاتین: Adamki) یک روستا در لهستان است که در استان کویافسکو-پومورسکی واقع شده‌است.